# Eupithecia infrequens
Eupithecia infrequens là một loài bướm đêm trong họ Geometridae.